# Tillandsia wagneriana
Tillandsia wagneriana är en gräsväxtart som beskrevs av Lyman Bradford Smith. Tillandsia wagneriana ingår i släktet Tillandsia och familjen Bromeliaceae. Inga underarter finns listade i Catalogue of Life.